# Nati nel 1440
| Questa pagina contiene informazioni ricavate automaticamente dalle voci biografiche con l'ausilio del template Bio e di un bot. L'aggiornamento è periodico e automatico e ricostruisce completamente la pagina. Se manca una persona in questa lista, sei pregato di non aggiungerla, ma accertati piuttosto che la sua voce biografica contenga il template Bio e che i dati anagrafici siano correttamente compilati. Se il template Bio manca, inseriscilo tu stesso o, in alternativa, metti l'avviso {{tmp\|Bio}} che ne segnala la mancanza. Se i dati riportati sono sbagliati, correggi direttamente la voce biografica; le modifiche saranno visibili in questa lista entro pochi giorni. Per chiarimenti vedi il progetto biografie. La lista contiene solo le 64 persone che sono citate nell'enciclopedia e per le quali è stato implementato correttamente il template Bio. Pagina aggiornata al 27 gen 2025. |

## Gennaio(1)
- 22 gennaio - Ivan III di Russia, principe russo († 1505)

## Febbraio(2)
- 13 febbraio - Hartmann Schedel, medico, storico e umanista tedesco († 1514)
- 22 febbraio - Ladislao il Postumo, sovrano († 1457)

## Marzo(1)
- 3 marzo - Cleofe Borromeo Gabrielli, poetessa italiana († 1495)

## Maggio(1)
- 19 maggio - Niccolò Pandolfini, cardinale e vescovo cattolico italiano († 1518)

## Settembre(1)
- 17 settembre - Francesco Berlinghieri, geografo e umanista italiano († 1500)

## Novembre(1)
- 14 novembre - Giuseppe di Volokolamsk, monaco cristiano e religioso russo († 1515)

## Dicembre(1)
- 18 dicembre - Bianca d'Este, nobildonna italiana († 1506)

## Senza giorno specificato(56)
- Ruggero Accrocciamuro, condottiero italiano († 1496)
- Juan Álvarez Gato, poeta spagnolo († 1509)
- Giovanni IV d'Amboise († 1516)
- Giampietro Arrivabene, francescano e vescovo cattolico italiano († 1504)
- Alexander Bening, miniatore fiammingo († 1519)
- Caterina di Borbone-Clermont, nobile francese († 1469)
- Giovanni Brancati, umanista italiano
- Calimerio da Montechiaro, religioso italiano († 1521)
- Paolo da Novi, doge († 1507)
- Giorgio di Challant, religioso francese († 1509)
- Colijn de Coter, pittore olandese († 1522)
- Dionisij, pittore russo
- Raimondo Epifanio, pittore italiano († 1482)
- Stefano Folchetti, pittore italiano († 1513)
- Fernando Gallego, pittore spagnolo († 1507)
- Taddeo Garganelli, religioso italiano
- Giano di Savoia, conte († 1491)
- Giovanni I del Congo, sovrano († 1509)
- Giusto d'Andrea, pittore italiano († 1496)
- Evangelista Gonzaga, militare italiano († 1492)
- Cornelis Hoen, avvocato e teologo olandese († 1524)
- Geremia Lambertenghi, religioso italiano († 1513)
- Lucrezia Landriani, nobildonna italiana
- Leonardo di Gorizia, conte († 1500)
- David Lindsay, I duca di Montrose, politico scozzese († 1495)
- Roberto Malatesta, condottiero italiano († 1482)
- Galeotto Manfredi, condottiero italiano († 1488)
- Jorge Manrique, poeta spagnolo († 1479)
- Colard Mansion, tipografo olandese († 1484)
- Paolo Marsi, umanista italiano († 1484)
- Melchior von Meckau, cardinale e vescovo cattolico tedesco († 1509)
- Giovanni Tommaso Moncada, nobile, politico e militare italiano († 1501)
- Pace di Maso del Bombace, architetto e disegnatore italiano († 1500)
- Pietro Pacini, editore italiano († 1513)
- Giovanni Antonio Panteo, umanista e religioso italiano († 1497)
- Camilla Pio di Savoia, nobile italiana († 1504)
- Raffaele Regio, umanista e filologo italiano († 1520)
- Giovanni Sadoleto, giurista italiano († 1511)
- Samhudi, storico e giurista egiziano († 1506)
- Ginevra Sforza,  italiana († 1507)
- Giorgio Sisgoreo, poeta e umanista italiano († 1509)
- Leo von Spaur, vescovo cattolico austriaco († 1479)
- Sten Sture il Vecchio, sovrano († 1503)
- Bernardo Tesauro, pittore italiano († 1500)
- Pietro Tornabuoni, politico italiano († 1527)
- Nicasius de Voerda, giurista e presbitero belga († 1492)
- Gerhard van Wou († 1527)
- Ieuan Ddu ab Dafydd ab Owain, poeta gallese († 1480)
- Alain I d'Albret, militare e politico francese († 1522)
- Beatriz de Bobadilla, marchesa di Moya, nobile spagnola († 1511)
- Diego Rodríguez de Lucero, religioso spagnolo († 1508)
- Rui de Pina, storico e diplomatico portoghese († 1521)
- Cristoforo de Predis, miniaturista italiano († 1486)
- Gil de Siloé, scultore spagnolo († 1501)
- Domenico del Tasso, scultore italiano († 1508)
- Andrea di Niccolò, pittore italiano († 1514)